# Austria na Zimowych Igrzyskach Olimpijskich 1998
Austrię na Zimowych Igrzyskach Olimpijskich 1998 reprezentowało 96 zawodników.

## Zdobyte medale
| Medal  | Zawodnik                                                                     | Dyscyplina            | Konkurencja                    |
| ------ | ---------------------------------------------------------------------------- | --------------------- | ------------------------------ |
| Złoto  | Hermann Maier                                                                | Narciarstwo alpejskie | gigant mężczyzn                |
| Złoto  | Hermann Maier                                                                | Narciarstwo alpejskie | supergigant mężczyzn           |
| Złoto  | Mario Reiter                                                                 | Narciarstwo alpejskie | kombinacja mężczyzn            |
| Srebro | Hans Knauß                                                                   | Narciarstwo alpejskie | supergigant mężczyzn           |
| Srebro | Stephan Eberharter                                                           | Narciarstwo alpejskie | gigant mężczyzn                |
| Srebro | Michaela Dorfmeister                                                         | Narciarstwo alpejskie | supergigant kobiet             |
| Srebro | Alexandra Meissnitzer                                                        | Narciarstwo alpejskie | slalom kobiet                  |
| Srebro | Markus Gandler                                                               | Biegi narciarskie     | 10 km mężczyzn                 |
| Brąz   | Hannes Trinkl                                                                | Narciarstwo alpejskie | zjazd mężczyzn                 |
| Brąz   | Thomas Sykora                                                                | Narciarstwo alpejskie | slalom mężczyzn                |
| Brąz   | Christian Mayer                                                              | Narciarstwo alpejskie | kombinacja mężczyzn            |
| Brąz   | Alexandra Meissnitzer                                                        | Narciarstwo alpejskie | supergigant kobiet             |
| Brąz   | Christian Hoffmann                                                           | Biegi narciarskie     | 50 km mężczyzn                 |
| Brąz   | Reinhard Schwarzenberger Martin Höllwarth Stefan Horngacher Andreas Widhölzl | Skoki narciarskie     | drużynowo                      |
| Brąz   | Andreas Widhölzl                                                             | Skoki narciarskie     | indywidualnie na skoczni małej |
| Brąz   | Brigitte Köck                                                                | Snowboarding          | slalom gigant kobiet           |
| Brąz   | Angelika Neuner                                                              | Saneczkarstwo         | jedynki kobiet                 |

## Skład kadry

### Biathlon
Mężczyźni
| Zawodnik                                                         | Konkurencja         | czas biegu | Kary | Łączny czas | Pozycja |
| ---------------------------------------------------------------- | ------------------- | ---------- | ---- | ----------- | ------- |
| Ludwig Gredler                                                   | Bieg na 10 km       | 28:44,3    | 2    | 28:44,3     | 11.     |
| Wolfgang Perner                                                  | Bieg na 10 km       | 30:13,5    | 4    | 30:13,5     | 38.     |
| Wolfgang Rottmann                                                | Bieg na 10 km       | 30:16,0    | 2    | 30:16,0     | 39.     |
| Reinhard Neuner                                                  | Bieg na 10 km       | 31:45,3    | 4    | 31:45,3     | 62.     |
| Ludwig Gredler                                                   | Bieg na 20 km       | 55:56,5    | 3:00 | 58:56,5     | 12.     |
| Wolfgang Perner                                                  | Bieg na 20 km       | 56:14,1    | 4:00 | 1:00:14,1   | 24.     |
| Wolfgang Rottmann                                                | Bieg na 20 km       | 58:23,5    | 2:00 | 1:00:23,5   | 26.     |
| Günther Dengg                                                    | Bieg na 20 km       | 1:00:33,9  | 5:00 | 1:05:33,9   | 62.     |
| Wolfgang Perner Ludwig Gredler Reinhard Neuner Wolfgang Rottmann | Sztafeta 4 × 7,5 km | 1:25:33,8  | 2    | 1:25:33,8   | 11.     |

### Biegi narciarskie
Mężczyźni
| Zawodnik                                                        | Konkurencja        | czas               | Pozycja            |
| --------------------------------------------------------------- | ------------------ | ------------------ | ------------------ |
| Markus Gandler                                                  | Bieg na 10 km      | 27:32,5            | srebro             |
| Alois Stadlober                                                 | Bieg na 10 km      | 28:21,2            | 12.                |
| Gerhard Urain                                                   | Bieg na 10 km      | 28:25,2            | 14.                |
| Achim Walcher                                                   | Bieg na 10 km      | 28:58,6            | 23.                |
| Gerhard Urain                                                   | Bieg na 30 km      | 1:43:22,9          | 43.                |
| Christian Hoffmann                                              | Bieg na 50 km      | 2:06:01,8          | brąz               |
| Alois Stadlober                                                 | Bieg na 50 km      | 2:11:22,4          | 12.                |
| Achim Walcher                                                   | Bieg na 50 km      | 2:18:31,7          | 38.                |
| Gerhard Urain                                                   | Bieg na 50 km      | Nie ukończył biegu | Nie ukończył biegu |
| Markus Gandler                                                  | Bieg łączony       | 40:50,2            | 7.                 |
| Alois Stadlober                                                 | Bieg łączony       | 41:33,1            | 14.                |
| Achim Walcher                                                   | Bieg łączony       | 41:02,9            | 11.                |
| Gerhard Urain                                                   | Bieg łączony       | 41:40,8            | 16.                |
| Markus Gandler Alois Stadlober Achim Walcher Christian Hoffmann | Sztafeta 4 × 10 km | 1:43:16,1          | 9.                 |

Kobiety
| Zawodnik      | Konkurencja   | czas      | Pozycja |
| ------------- | ------------- | --------- | ------- |
| Maria Theurl  | Bieg na 5 km  | 18:36,8   | 15.     |
| Renate Roider | Bieg na 5 km  | 19:18,3   | 42.     |
| Renate Roider | Bieg na 15 km | 51:07,0   | 26.     |
| Maria Theurl  | Bieg na 30 km | 1:24:54,3 | 6.      |
| Maria Theurl  | Bieg łączony  | 29:58,8   | 13.     |

### Bobsleje
Mężczyźni
| Osada | Zawodnik                                                          | Konkurencja | Ślizg 1 | Ślizg 2 | Ślizg 3 | Łącznie | Pozycja |
| ----- | ----------------------------------------------------------------- | ----------- | ------- | ------- | ------- | ------- | ------- |
| AUT-I | Hubert Schösser Peter Leismüller Erwin Arnold Martin Schützenauer | Czwórki     | 53,10   | 53,50   | 53,79   | 2:40,39 | 9.      |
| AUT-I | Kurt Einberger Thomas Bachler Georg Kuttner Michael Müller        | Czwórki     | 53,92   | 53,83   | 54,39   | 2:42,14 | 18.     |

### Hokej na lodzie

#### Turniej mężczyzn
Reprezentacja mężczyzn
| - Christoph Brandner - Claus Dalpiaz - Reinhard Divis - Herbert Hohenberger - Martin Hohenberger - Dieter Kalt - Wolfgang Kromp - Norm Krumpschmid - Michael Lampert - Dominic Lavoie - Engelbert Linder |  | - Rick Nasheim - Christian Perthaler - Patrick Pilloni - Andreas Pusnik - Gerhard Pusnik - Gerald Ressmann - Mario Schaden - Tom Searle - Martin Ulrich - Gerhard Unterluggauer - Simon Wheeldon |

Reprezentacja Austrii brała udział w rozgrywkach grupy A turnieju olimpijskiego (runda kwalifikacyjna), w której zajęła 4. miejsce i nie awansowała do rundy finałowej. W meczu o 13. miejsce uległa (po dogrywce) reprezentacji Japonii 3:4 i ostatecznie reprezentacja Austrii została sklasyfikowana na 14. miejscu.

#### Runda pierwsza
Grupa A
| Drużyna    | M | Mecze | Mecze | Mecze | Bramki | Bramki | Bramki | Pkt |
| Drużyna    | M | W     | R     | P     | +      | -      | +/-    | Pkt |
| ---------- | - | ----- | ----- | ----- | ------ | ------ | ------ | --- |
| Kazachstan | 3 | 2     | 1     | 0     | 14     | 11     | +3     | 5   |
| Słowacja   | 3 | 1     | 1     | 1     | 9      | 9      | 0      | 3   |
| Włochy     | 3 | 1     | 0     | 2     | 11     | 11     | 0      | 2   |
| Austria    | 3 | 0     | 2     | 1     | 9      | 12     | -3     | 2   |

Wyniki
| 7 lutego 1998 | Austria | 2:2 | Słowacja | Aqua Wing Arena |

|  |  | (1:0, 1:2, 0:0) |  | Widzów: 4315 |

| 8 lutego 1998 | Austria | 5:5 | Kazachstan | The Big Hat |

|  |  | (2:2, 2:1, 1:2) |  | Widzów: 9410 |

| 10 lutego 1998 | Włochy | 5:2 | Austria | The Big Hat |

|  |  | (2:0, 2:0, 1:2) |  | Widzów: 8473 |

#### Mecz o 13. miejsce
| 12 lutego 1998 | Japonia | 4:3 | Austria | The Big Hat |

|  |  | (1:2, 1:0, 1:1, 0:0, 1:0) |  | Widzów: 9495 |

### Kombinacja norweska
Mężczyźni
| Zawodnik         | Konkurencja   | Skoki narciarskie | Skoki narciarskie | Skoki narciarskie | Skoki narciarskie | Skoki narciarskie | Skoki narciarskie | Bieg narciarski | Bieg narciarski | Strata   | Pozycja |
| Zawodnik         | Konkurencja   | Skok 1            | Nota              | Skok 2            | Nota              | Punkty            | Pozycja           | Czas biegu      | Pozycja         | Strata   | Pozycja |
| ---------------- | ------------- | ----------------- | ----------------- | ----------------- | ----------------- | ----------------- | ----------------- | --------------- | --------------- | -------- | ------- |
| Mario Stecher    | Indywidualnie | 85,0              | 106,0             | 92,0              | 122,5             | 228,5             | 7.                | 41:54,9         | 22.             | + 1:48,8 | 8.      |
| Christoph Bieler | Indywidualnie | 88,5              | 112,5             | 93,0              | 118,5             | 231,0             | 5.                | 43:55,5         | 38.             | + 3:34,4 | 19.     |
| Felix Gottwald   | Indywidualnie | 82,0              | 98,5              | 79,0              | 91,5              | 190,0             | 40.               | 40:10,2         | 2.              | + 3:55,1 | 21.     |
| Christoph Eugen  | Indywidualnie | 82,0              | 98,0              | 84,0              | 101,5             | 199,5             | 29.               | 41:28,7         | 18.             | + 4:16,6 | 24.     |

Drużynowo
| Zawodnik                                                      | Skoki narciarskie   | Skoki narciarskie | Skoki narciarskie   | Skoki narciarskie       | Skoki narciarskie | Skoki narciarskie | Bieg narciarski | Bieg narciarski | Strata   | Miejsce |
| Zawodnik                                                      | Skok 1              | Skok 1            | Skok 2              | Skok 2                  | Nota Łącznie      | Pozycja           | Bieg narciarski | Bieg narciarski | Strata   | Miejsce |
| Zawodnik                                                      | Odległość           | Nota              | Odległość           | Nota                    | Nota Łącznie      | Pozycja           | Czas biegu      | Pozycja         | Strata   | Miejsce |
| ------------------------------------------------------------- | ------------------- | ----------------- | ------------------- | ----------------------- | ----------------- | ----------------- | --------------- | --------------- | -------- | ------- |
| Christoph Eugen Christoph Bieler Mario Stecher Felix Gottwald | 83,0 93,0 90,5 84,5 | 100,5 117,5 102,5 | 90,0 85,5 96,5 90,0 | 115,5 105,5 131,0 113,5 | 903,5             | 2.                | 56:00,6         | 8.              | + 1:53,1 | 4.      |

### Łyżwiarstwo figurowe
| Zawodnik      | Konkurencja | Nota | Pozycja |
| ------------- | ----------- | ---- | ------- |
| Julia Lautowa | Solistki    | 23,5 | 14.     |

### Łyżwiarstwo szybkie
Mężczyźni
| Zawodnik             | Konkurencja   | Konkurencja   | Konkurencja   | Konkurencja   | Konkurencja   | Konkurencja   | Konkurencja    | Konkurencja    | Konkurencja    | Konkurencja    | Konkurencja    | Konkurencja    | Konkurencja      | Konkurencja      |
| Zawodnik             | Bieg na 500 m | Bieg na 500 m | Bieg na 500 m | Bieg na 500 m | Bieg na 500 m | Bieg na 500 m | Bieg na 1000 m | Bieg na 1000 m | Bieg na 1500 m | Bieg na 1500 m | Bieg na 5000 m | Bieg na 5000 m | Bieg na 10 000 m | Bieg na 10 000 m |
| Zawodnik             | Bieg 1        | Bieg 1        | Bieg 2        | Bieg 2        | Łączny czas   | Miejsce       | Bieg na 1000 m | Bieg na 1000 m | Bieg na 1500 m | Bieg na 1500 m | Bieg na 5000 m | Bieg na 5000 m | Bieg na 10 000 m | Bieg na 10 000 m |
| Zawodnik             | Czas          | Miejsce       | Czas          | Miejsce       | Łączny czas   | Miejsce       | Czas           | Miejsce        | Czas           | Miejsce        | Czas           | Miejsce        | Czas             | Miejsce          |
| -------------------- | ------------- | ------------- | ------------- | ------------- | ------------- | ------------- | -------------- | -------------- | -------------- | -------------- | -------------- | -------------- | ---------------- | ---------------- |
| Roland Brunner       | 36,90         | 30.           | 36,86         | 28.           | 73,76         | 29.           | 1:13,16        | 31.            |                |                |                |                |                  |                  |
| Marnix ten Kortenaar |               |               |               |               |               |               |                |                | 1:51,94        | 18.            | 6:38,35        | 10.            | 13:52,30         | 12.              |

Kobiety
| Zawodnik      | Konkurencja     | Konkurencja     | Konkurencja     | Konkurencja     | Konkurencja     | Konkurencja     | Konkurencja    | Konkurencja    | Konkurencja    | Konkurencja    | Konkurencja    | Konkurencja    | Konkurencja    | Konkurencja    |
| Zawodnik      | Bieg na 500 m   | Bieg na 500 m   | Bieg na 500 m   | Bieg na 500 m   | Bieg na 500 m   | Bieg na 500 m   | Bieg na 1000 m | Bieg na 1000 m | Bieg na 1500 m | Bieg na 1500 m | Bieg na 3000 m | Bieg na 3000 m | Bieg na 5000 m | Bieg na 5000 m |
| Zawodnik      | Bieg 1          | Bieg 1          | Bieg 2          | Bieg 2          | Łączny czas     | Miejsce         | Bieg na 1000 m | Bieg na 1000 m | Bieg na 1500 m | Bieg na 1500 m | Bieg na 3000 m | Bieg na 3000 m | Bieg na 5000 m | Bieg na 5000 m |
| Zawodnik      | Czas            | Miejsce         | Czas            | Miejsce         | Łączny czas     | Miejsce         | Czas           | Miejsce        | Czas           | Miejsce        | Czas           | Miejsce        | Czas           | Miejsce        |
| ------------- | --------------- | --------------- | --------------- | --------------- | --------------- | --------------- | -------------- | -------------- | -------------- | -------------- | -------------- | -------------- | -------------- | -------------- |
| Emese Hunyady | Dyskwalifikacja | Dyskwalifikacja | Dyskwalifikacja | Dyskwalifikacja | Dyskwalifikacja | Dyskwalifikacja |                |                | 1:59,19        | 4.             | 4:12,01        | 5.             | 7:15,23        | 8.             |
| Emese Antal   |                 |                 |                 |                 |                 |                 |                |                | 2:07,57        | 30.            | 4:33,67        | 27.            |                |                |

### Narciarstwo alpejskie
Mężczyźni
| Zawodnik             | Konkurencja        | Konkurencja        | Konkurencja     | Konkurencja     | Konkurencja       | Konkurencja       | Konkurencja   | Konkurencja   | Konkurencja                 | Konkurencja                 | Konkurencja                 | Konkurencja                 | Konkurencja | Konkurencja                         | Konkurencja                         | Konkurencja                         |
| Zawodnik             | Zjazd              | Zjazd              | Supergigant     | Supergigant     | Slalom gigant     | Slalom gigant     | Slalom gigant | Slalom gigant | Slalom specjalny            | Slalom specjalny            | Slalom specjalny            | Slalom specjalny            | Kombinacja  | Kombinacja                          | Kombinacja                          | Kombinacja                          |
| Zawodnik             | Czas               | Pozycja            | Czas            | Pozycja         | Czas 1. przejazdu | Czas 2. przejazdu | Czas łączny   | Pozycje       | Czas 1. przejazdu           | Czas 2. przejazdu           | Czas łączny                 | Pozycja                     | Zjazd       | Slalom                              | Łączny czas                         | Pozycja                             |
| -------------------- | ------------------ | ------------------ | --------------- | --------------- | ----------------- | ----------------- | ------------- | ------------- | --------------------------- | --------------------------- | --------------------------- | --------------------------- | ----------- | ----------------------------------- | ----------------------------------- | ----------------------------------- |
| Hannes Trinkl        | 1:50,63            | brąz               |                 |                 |                   |                   |               |               |                             |                             |                             |                             |             |                                     |                                     |                                     |
| Andreas Schifferer   | 1:50,77            | 7.                 | 1:37,00         | 19.             |                   |                   |               |               |                             |                             |                             |                             |             |                                     |                                     |                                     |
| Fritz Strobl         | 1:51,34            | 11.                |                 |                 |                   |                   |               |               |                             |                             |                             |                             |             |                                     |                                     |                                     |
| Hermann Maier        | Nie ukończył biegu | Nie ukończył biegu | 1:34,82         | złoto           | 1:20,36           | 1:18,15           | 2:38,51       | złoto         |                             |                             |                             |                             | 1:35,90     | Nie ukończył 2-go przejazdu slalomu | Nie ukończył 2-go przejazdu slalomu | Nie ukończył 2-go przejazdu slalomu |
| Hans Knauß           |                    |                    | 1:35,43         | srebro          | 1:21,16           | 1:18,55           | 2:39,71       | 4.            |                             |                             |                             |                             |             |                                     |                                     |                                     |
| Stephan Eberharter   |                    |                    | Dyskwalifikacja | Dyskwalifikacja | 1:20,94           | 1:18,42           | 2:39,36       | srebro        |                             |                             |                             |                             |             |                                     |                                     |                                     |
| Christian Mayer      |                    |                    |                 |                 | 1:20,84           | 1:19,83           | 2:40,67       | 9.            | 56,37                       | 54,72                       | 1:51,09                     | 5.                          | 1:35,06     | 1:35,05                             | 3:10,11                             | brąz                                |
| Thomas Sykora        |                    |                    |                 |                 |                   |                   |               |               | 55,06                       | 55,62                       | 1:50,68                     | brąz                        |             |                                     |                                     |                                     |
| Thomas Stangassinger |                    |                    |                 |                 |                   |                   |               |               | 55,63                       | 55,62                       | 1:51,25                     | 6.                          |             |                                     |                                     |                                     |
| Günther Mader        |                    |                    |                 |                 |                   |                   |               |               |                             |                             |                             |                             | 1:34,83     | 1:35,36                             | 3:10,19                             | 4.                                  |
| Mario Reiter         |                    |                    |                 |                 |                   |                   |               |               | Nie ukończył 1-go przejazdu | Nie ukończył 1-go przejazdu | Nie ukończył 1-go przejazdu | Nie ukończył 1-go przejazdu | 1:36,21     | 1:31,85                             | 3:08,06                             | złoto                               |

Kobiety
| Zawodniczka              | Konkurencja         | Konkurencja         | Konkurencja | Konkurencja | Konkurencja       | Konkurencja       | Konkurencja   | Konkurencja   | Konkurencja       | Konkurencja       | Konkurencja      | Konkurencja      | Konkurencja | Konkurencja                          | Konkurencja                          | Konkurencja                          |
| Zawodniczka              | Zjazd               | Zjazd               | Supergigant | Supergigant | Slalom gigant     | Slalom gigant     | Slalom gigant | Slalom gigant | Slalom specjalny  | Slalom specjalny  | Slalom specjalny | Slalom specjalny | Kombinacja  | Kombinacja                           | Kombinacja                           | Kombinacja                           |
| Zawodniczka              | Czas                | Pozycja             | Czas        | Pozycja     | Czas 1. przejazdu | Czas 2. przejazdu | Czas łączny   | Pozycja       | Czas 1. przejazdu | Czas 2. przejazdu | Czas łączny      | Pozycja          | Zjazd       | Slalom                               | Łączny czas                          | Pozycja                              |
| ------------------------ | ------------------- | ------------------- | ----------- | ----------- | ----------------- | ----------------- | ------------- | ------------- | ----------------- | ----------------- | ---------------- | ---------------- | ----------- | ------------------------------------ | ------------------------------------ | ------------------------------------ |
| Alexandra Meissnitzer    | 1:29,84             | 8.                  | 1:18,09     | brąz        | 1:20,13           | 1:32,26           | 2:52,39       | srebro        |                   |                   |                  |                  |             |                                      |                                      |                                      |
| Steffi Schuster          | 1:30,73             | 15.                 | 1:18,53     | 9.          | 1:21,40           | 1:35,01           | 2:56,41       | 15.           |                   |                   |                  |                  | 1:30,10     | 1:12,15                              | 2:42,25                              | 4.                                   |
| Michaela Dorfmeister     | 1:31,17             | 18.                 | 1:18,03     | srebro      |                   |                   |               |               |                   |                   |                  |                  | 1:30,10     | Nie ukończyła 1-go przejazdu slalomu | Nie ukończyła 1-go przejazdu slalomu | Nie ukończyła 1-go przejazdu slalomu |
| Renate Götschl           | Nie ukończyła biegu | Nie ukończyła biegu | 1:18,32     | 5.          |                   |                   |               |               |                   |                   |                  |                  | 1:29,34     | Nie ukończyła 1-go przejazdu slalomu | Nie ukończyła 1-go przejazdu slalomu | Nie ukończyła 1-go przejazdu slalomu |
| Christiane Mitterwallner |                     |                     |             |             | 1:23,10           | 1:35,36           | 2:58,46       | 20.           |                   |                   |                  |                  |             |                                      |                                      |                                      |
| Sabine Egger             |                     |                     |             |             |                   |                   |               |               | 45,97             | 47,25             | 1:33,22          | 5.               |             |                                      |                                      |                                      |
| Ingrid Salvenmoser       |                     |                     |             |             |                   |                   |               |               | 46,84             | 46,55             | 1:33,39          | 6.               |             |                                      |                                      |                                      |
| Brigitte Obermoser       |                     |                     |             |             |                   |                   |               |               |                   |                   |                  |                  | 1:29,82     | 1:15,66                              | 2:45,48                              | 11.                                  |

### Narciarstwo dowolne
Mężczyźni
| Christian Rijavec | Skoki akrobatyczne | 97,90 | 114,61 | 212,51 | 10. | 101,27 | 84,84 | 186,11 | 14. |

Kobiety
| Sabina Hudribusch | Skoki akrobatyczne | 68,87 | 78,56 | 147,43 | 16. | Nie awansowała | Nie awansowała | Nie awansowała | Nie awansowała |

### Saneczkarstwo
Mężczyźni
| Zawodnik                      | Konkurencja | Ślizg 1 | Ślizg 2 | Ślizg 3 | Ślizg 4 | Łącznie  | Pozycja |
| ----------------------------- | ----------- | ------- | ------- | ------- | ------- | -------- | ------- |
| Markus Prock                  | Jedynki     | 49,861  | 49,732  | 49,863  | 50,200  | 3:19,656 | 4.      |
| Markus Kleinheinz             | Jedynki     | 50,016  | 49,779  | 49,918  | 50,011  | 3:19,724 | 5.      |
| Gerhard Gleirscher            | Jedynki     | 50,161  | 49,816  | 49,911  | 49,897  | 3:19,785 | 7.      |
| Tobias Schiegl Markus Schiegl | Dwójki      | 50,8465 | 50,575  |         |         | 1:41,217 | 4.      |

Kobiety
| Zawodnik           | Konkurencja | Ślizg 1 | Ślizg 2 | Ślizg 3 | Ślizg 4 | Łącznie  | Pozycja |
| ------------------ | ----------- | ------- | ------- | ------- | ------- | -------- | ------- |
| Angelika Neuner    | Jedynki     | 51,417  | 51,286  | 50,945  | 50,605  | 3:24,253 | brąz    |
| Andrea Tagwerker   | Jedynki     | 51,518  | 51,335  | 50,990  | 50,648  | 3:24,491 | 5.      |
| Sonja Manzenreiter | Jedynki     | 51,892  | 51,828  | 51,369  | 51,183  | 3:26,272 | 10.     |

### Skoki narciarskie
Mężczyźni
| Konkurencja             | Skoczek                                                                      | Skok 1                  | Skok 1                | Skok 2                       | Skok 2                       | Nota  | Pozycja |
| Konkurencja             | Skoczek                                                                      | odległość               | Nota                  | odległość                    | Nota                         | Nota  | Pozycja |
| ----------------------- | ---------------------------------------------------------------------------- | ----------------------- | --------------------- | ---------------------------- | ---------------------------- | ----- | ------- |
| Skocznia normalna K-90  | Andreas Widhölzl                                                             | 88,0                    | 114,5                 | 90,5                         | 118,0                        | 232,5 | brąz    |
| Skocznia normalna K-90  | Stefan Horngacher                                                            | 85,0                    | 107,0                 | 84,5                         | 105,5                        | 212,5 | 10.     |
| Skocznia normalna K-90  | Reinhard Schwarzenberger                                                     | 86,0                    | 109,0                 | 83,0                         | 102,0                        | 211,0 | 11.     |
| Skocznia normalna K-90  | Andreas Goldberger                                                           | 81,0                    | 97,5                  | 81,5                         | 99,0                         | 196,5 | 22.     |
| Skocznia duża K-120     | Andreas Widhölzl                                                             | 131,0                   | 138,8                 | 120,5                        | 119,4                        | 258,2 | 4.      |
| Skocznia duża K-120     | Reinhard Schwarzenberger                                                     | 115,5                   | 108,4                 | 131,0                        | 135,8                        | 244,2 | 7.      |
| Skocznia duża K-120     | Martin Höllwarth                                                             | 104,5                   | 86,6                  | Nie awansował do 2-iej serii | Nie awansował do 2-iej serii | 86,6  | 43.     |
| Skocznia duża K-120     | Stefan Horngacher                                                            | 84,0                    | 41,2                  | Nie awansował do 2-iej serii | Nie awansował do 2-iej serii | 41,2  | 60.     |
| Konkurs drużynowy K-120 | Reinhard Schwarzenberger Martin Höllwarth Stefan Horngacher Andreas Widhölzl | 101,5 122,5 104,5 123,0 | 83,2 120,0 83,6 123,9 | 118,5 123,0 108,0 136,5      | 113,3 121,9 92,9 142,7       | 881,5 | brąz    |

### Snowboarding
Mężczyźni
| Zawodnik               | Konkurencja       | Konkurencja       | Konkurencja    | Konkurencja    | Konkurencja          | Konkurencja          | Konkurencja          | Konkurencja          | Konkurencja    | Konkurencja    |
| Zawodnik               | Slalom gigant     | Slalom gigant     | Slalom gigant  | Slalom gigant  | Halfpipe             | Halfpipe             | Halfpipe             | Halfpipe             | Halfpipe       | Halfpipe       |
| Zawodnik               | Slalom gigant     | Slalom gigant     | Slalom gigant  | Slalom gigant  | Runda kwalifikacyjna | Runda kwalifikacyjna | Runda kwalifikacyjna | Runda kwalifikacyjna | Runda finałowa | Runda finałowa |
| Zawodnik               | Czas 1. przejazdu | Czas 2. przejazdu | Czas łączny    | Pozycja        | Nota 1. przejazd     | Pozycja              | Nota 2. przejazd     | Pozycja              | Nota           | Pozycja        |
| ---------------------- | ----------------- | ----------------- | -------------- | -------------- | -------------------- | -------------------- | -------------------- | -------------------- | -------------- | -------------- |
| Dieter Krassnig        | 1:00,11           | 1:04,22           | 2:04,33        | 4.             |                      |                      |                      |                      |                |                |
| Martin Freinademetz    | 59,58             | 1:05,76           | 2:05,34        | 7.             |                      |                      |                      |                      |                |                |
| Dieter Happ            | 1:02,65           | 1:04,40           | 2:07,05        | 9.             |                      |                      |                      |                      |                |                |
| Siegfried Grabner      | 1:00,61           | Dyskwaifikacja    | Dyskwaifikacja | Dyskwaifikacja |                      |                      |                      |                      |                |                |
| Maximilian Plötzeneder |                   |                   |                |                | 35,1                 | 19.                  | 35,9                 | 16.                  | Nie awansował  | 24.            |

Kobiety
| Zawodniczka        | Konkurencja       | Konkurencja       | Konkurencja   | Konkurencja   | Konkurencja          | Konkurencja          | Konkurencja          | Konkurencja          | Konkurencja    | Konkurencja    |
| Zawodniczka        | Slalom gigant     | Slalom gigant     | Slalom gigant | Slalom gigant | Halfpipe             | Halfpipe             | Halfpipe             | Halfpipe             | Halfpipe       | Halfpipe       |
| Zawodniczka        | Slalom gigant     | Slalom gigant     | Slalom gigant | Slalom gigant | Runda kwalifikacyjna | Runda kwalifikacyjna | Runda kwalifikacyjna | Runda kwalifikacyjna | Runda finałowa | Runda finałowa |
| Zawodniczka        | Czas 1. przejazdu | Czas 2. przejazdu | Czas łączny   | Pozycja       | Nota 1. przejazd     | Pozycja              | Nota 2. przejazd     | Pozycja              | Nota           | Pozycja        |
| ------------------ | ----------------- | ----------------- | ------------- | ------------- | -------------------- | -------------------- | -------------------- | -------------------- | -------------- | -------------- |
| Brigitte Köck      | 1:13,01           | 1:06,41           | 2:19,42       | brąz          |                      |                      |                      |                      |                |                |
| Ursula Fingerlos   | 1:12,37           | 1:07,99           | 2:20,36       | 5.            |                      |                      |                      |                      |                |                |
| Isabel Zedlacher   | 1:11,89           | 1:11,03           | 2:22,92       | 8.            |                      |                      |                      |                      |                |                |
| Heidi Jaufenthaler | 1:18,43           | 1:09,51           | 2:27,94       | 14.           |                      |                      |                      |                      |                |                |
| Nicola Pederzolli  |                   |                   |               |               | 31,5                 | 12.                  | 34,4                 | 5.                   | 35,7           | 7.             |
| Ulrike Hölzl       |                   |                   |               |               | 24,8                 | 21.                  | 29,1                 | 13.                  | Nie awansowała | 17.            |